# Cattedrale sira dell'Assunzione di Maria Vergine (Maracay)
La cattedrale dell'Assunzione di Maria Vergine o cattedrale dell'Assunzione di Maria Vergine di rito siro è una chiesa cattolica di rito siro, una delle suddivisioni delle chiese cattoliche orientali in piena comunione con il papa di Roma. Si trova nella prima strada del quartiere di San Jacinto nella città di Maracay, capitale dello stato di Aragua, nel centro-nord del Venezuela. 
Funge come la sede dell'Esarcato apostolico del Venezuela dei Siri.
È una delle tre parrocchie di questo rito nel Venezuela: le altre due sono dedicate a Nostra Signora del Rifugio a Puerto La Cruz, nello stato di Anzoátegui, e a San Giorgio a Barquisimeto, nello stato di Lara.